# Sale ibne Uacife
Sale ibne Uacife (em árabe: صالح بن وصيف; romaniz.: Salih ibn Wasif; falecido em 29 de janeiro de 870) foi um oficial turco a serviço do Califado Abássida. Filho de Uacife, uma figura central durante a Anarquia em Samarra, Sale tomou brevemente o poder na capital Samarra e depôs o califa Almutaz em 869, mas depois foi derrotado pelo general Muça ibne Buga e morto no seguinte ano.

## Vida

### Primeiros anos
Sale era filho de Uacife, o Turco, um general turco que ganhou destaque durante o califado de Almotácime (r. 833–842). Junto com seu aliado, o colega turco Buga, o Jovem, Uacife esteve envolvido no assassinato de Mutavaquil (r. 847–861). Durante o período caótico que se seguiu à morte do califa (a Anarquia em Samarra, 861-870), Uacife e Buga estavam entre as principais figuras nos eventos que ocorreram. Detinham um forte grau de influência sobre o governo central e foram responsáveis pela queda de vários califas e outras figuras proeminentes. Antes da morte de Uacife em 868, Sale parece ter servido principalmente sob seu pai, embora as referências a ele antes de 867 sejam poucas. De acordo com Atabari, desempenhou papel indireto no assassinato de Mutavaquil, quando era um dos cinco filhos enviados por Uacife para ajudar os conspiradores. Em 865, seguiu Uacife, Buga, o Jovem e Almostaim (r. 862–866) em sua fuga de Samarra para Baguedade, e no final da guerra civil em 865-866 entre Almostaim e Almutaz (r. 866–869), foi encarregado do Portão Xamasia no lado leste da cidade.
O assassinato de Uacife por tropas rebeldes em Samarra por volta do final de outubro de 867 deixou inicialmente sua família em uma posição tênue; seus deveres oficiais foram dados ao seu antigo aliado Buga, e uma multidão tentou sem sucesso saquear as residências dele e de seus filhos. Neste ponto, no entanto, Sale assumiu a liderança do clã de Uacife e garantiu a lealdade de seus seguidores. Com essa rede de apoiadores atrás dele, rapidamente ganhou a influência que seu pai tinha anteriormente. Sua ascensão foi logo seguida por nomeações do governo, e recebeu a administração dos distritos de Diar Mudar, Quinacerim e Auacim, para os quais nomeou Abi Alçaje Deudade como seu governador residente no início de 868. Em 868, após um colapso nas relações entre o califa Almutaz e Buga, ambos os homens tentaram ganhar o favor de Sale. Em novembro daquele ano, Sale casou-se com a filha de Buga, Jumá; ao mesmo tempo, no entanto, foi patrocinado por Almutaz, que estava tentando construir uma coalizão contra Buga. Logo após o casamento, Buga decidiu fugir de Samarra; mais tarde tentou se refugiar com Sale, mas foi capturado e executado por ordem de Almutaz.

### Tomada do poder
No início de 869, com o governo central continuamente paralisado por déficits de receita e distúrbios em Samarra, Sale decidiu assumir o controle dos negócios na capital. Seu primeiro movimento foi agir contra os líderes da burocracia califa, que estavam entre os principais rivais dos turcos. Em 19 de maio, chegou a Almutaz e começou a fazer queixas sobre o vizir Amade ibne Israil, acusando-o de falir o tesouro do Estado e de não pagar os salários das tropas. Amade, que estava presente, tentou contestar as acusações, e uma discussão acalorada entre os dois começou. Os seguidores de Sale de repente invadiram a sala com as espadas desembainhadas e prenderam Amade e os secretários Haçane ibne Maclade Aljarrá e Abu Nu Issa ibne Ibraim, que chefiavam coletivamente a administração do califa. Almutaz tentou interceder com Sale em seu nome, mas em vão; os três burocratas foram espancados, encarcerados na residência de Sale e declarados traidores. Acabaram sendo forçados a concordar em fazer uma série de grandes pagamentos, enquanto os turcos confiscavam suas propriedades e as de seus parentes.
Tendo expurgado os chefes da administração, Sale agora efetivamente assumiu o governo, e decretos foram emitidos em seu nome como se tivesse o título de vizir. Os turcos, no entanto, ainda não receberam seu pagamento, e logo transferiram a culpa para o próprio Almutaz. Com o tesouro vazio e o califa incapaz de atender às demandas das tropas, os regimentos em Samarra se uniram na decisão de depô-lo. Em 11 de julho, Sale e dois outros oficiais turcos, Baiaquebaque e Maomé ibne Buga, entraram no palácio do califa com suas armas e exigiram que Almutaz saísse; quando este recusou, seus tenentes entraram e o prenderam. O califa foi forçado a assinar uma carta de deposição e, depois de sofrer maus tratos nas mãos dos turcos, morreu em 16 de julho.
O califado entrou agora nas mãos de Almutadi, mas o poder continuou a ser exercido por Sale. A nova administração imediatamente enfrentou problemas; o governo central continuou a sofrer com a escassez de receitas e os soldados turcos exigiam o seu pagamento. Para resolver essas questões, Sale decidiu expropriar os bens dos ex-membros do regime de Almutaz até que os fundos necessários fossem levantados. Primeiro alvejou a mãe de Almutaz, Cabiá, que foi encontrada e forçada a entregar uma grande quantidade de dinheiro e objetos de valor que havia escondido. Pouco tempo depois, Sale voltou-se novamente para os burocratas Amade ibne Israil, ibne Maclade e Abu Nu e os submeteu a uma nova rodada de tortura, na tentativa de extrair mais riqueza deles. A tortura foi realizada apesar da oposição de Almutadi, que não fez nenhum movimento público contra Sale. Em 8 de setembro, Amade e Abu Nu foram açoitados publicamente e desfilaram em torno de Samarra, e os dois homens morreram de seus ferimentos no mesmo dia; ibne Maclade foi poupado, mas permaneceu preso.

### Queda e morte

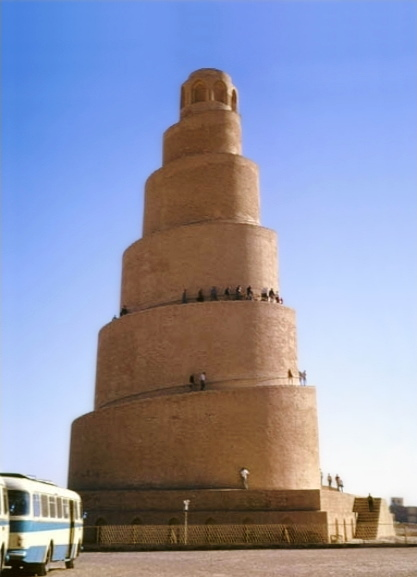
Minarete da Grande Mesquita de Samarra. De acordo com Atabari, Sale foi morto quando ele e sua escolta passaram pela borda do minarete

A ascensão de Sale ao poder em Samarra logo lhe rendeu a inimizade de vários rivais, entre os quais o mais proeminente era o general turco Muça ibne Buga. Muça e seu tenente Mufli, o Turco estavam realizando operações militares contra rebeldes no Jibal e Tabaristão desde 867, mas ao saber da deposição e morte de Almutaz, juntamente com o estado das coisas em Samarra, decidiram abandonar sua campanha e retornar à capital para se opor a Sale. Sale, percebendo que a chegada de Muça representava uma séria ameaça para ele, tentou convencer Almutadi de que as ações de Muça eram traiçoeiras. O califa, por sua vez, escreveu a Muça e instou-o a retornar à campanha contra os rebeldes, mas Muça simplesmente ignorou esses pedidos e continuou sua abordagem. Ele e seu exército chegaram em 19 de dezembro d; quase imediatamente, trouxe Almutadi diante dele e recebeu uma promessa do califa de que não ficaria do lado de Sale contra ele ou seus partidários. Ao mesmo tempo, Sale reuniu cerca de cinco mil soldados que lhe eram leais; estes, no entanto, não estavam preparados para enfrentar Muça, e a maioria deles partiu gradualmente até restar apenas oitocentos. Quando Sale soube que a maioria de suas forças o havia abandonado, perdeu a esperança de confrontar diretamente Muça e decidiu se esconder.
A situação em Samarra agora era extremamente volátil. Sale, que permaneceu escondido, enviou uma carta na qual tentou justificar suas ações ao longo do ano passado, e Almutadi instou Muça e seus seguidores (que agora incluíam Baiaquebaque e Maomé ibne Buga) a fazerem a paz. Isso só fez com que Muça e seus colegas oficiais suspeitassem que Almutadi estava trabalhando secretamente com Salie para eliminá-los, e começaram a discutir a possibilidade de forçar o califa a abdicar. Sale e o califa, no entanto, ainda tinham apoiadores no exército, que ameaçavam matar Muça e seus aliados se Almutadi fosse ferido. Sem que ninguém tivesse uma vantagem clara, o califa e as várias facções do exército iniciaram uma série de negociações e, em 13 de janeiro de 870, foi alcançado um acordo provisório, pelo qual Muça, Sale e Baiaquebaque seriam restaurados às suas posições anteriores e compartilhariam o poder entre si. Como parte da reconciliação, foi emitida uma garantia de salvo-conduto para Sale sair do esconderijo.
As chances de paz entre as duas facções, no entanto, foram de curta duração. Em 14 de janeiro, forças leais a Sale se reuniram na capital e começaram a agir de forma beligerante; Muça respondeu imediatamente mobilizando suas próprias tropas e marchou em direção ao palácio do califa. Após sua chegada, uma proclamação foi emitida exigindo que toda a família, comandantes e apoiadores de Sale se apresentassem no palácio; quem não o fizesse no dia seguinte teria seus nomes eliminados das folhas de pagamento e suas casas seriam destruídas, e seriam submetidos a açoitamento e prisão. A busca para encontrar Sale foi então intensificada e batidas foram realizadas nas casas de qualquer pessoa suspeita de hospedá-lo. Após vários dias de busca, a localização de Sale foi finalmente descoberta, e um grupo de homens foi enviado para capturá-lo. As fontes discordam sobre o que aconteceu em seguida, mas o resultado final foi que Sale foi morto. De acordo com Almaçudi, foi morto enquanto lutava contra os agentes que tentavam prendê-lo, após o que sua cabeça foi levada para Muça, ou foi capturado e submetido à mesma punição que infligiu a Almutaz, sendo trancado em um forno aceso até morrer. Atabari afirma que Sale foi capturado e levado, sob escolta armada, à residência de Muça, e de lá deveria ser levado ao palácio do califa. No caminho para lá, no entanto, um dos soldados de Mufli o atingiu por trás e ele foi decapitado. Sua cabeça foi trazida pela primeira vez para Almutadi, após o que foi transportada por Samarra em uma lança com a proclamação "Esta é a recompensa por matar seu mestre", em referência à morte de Almutaz. A partir daí, sua cabeça foi brevemente exposta ao público, antes de ser finalmente entregue à sua família para o enterro.